# Nikolaj Berdjajev
Nikolaj Aleksandrovič Berdjajev (18. ožujka 1874. – 24. ožujka 1948.) ruski filozof, kršćanski egzistencijalist i personalist. 
Studirao je u Sankt Peterburgu i Heidelbergu. Progonila ga je jednako ruska carska kao i sovjetska vlast. Tijekom 1920. bio je profesor na Moskovskom sveučilištu, ali je već 1922. osuđen na progonstvo iz Rusije. Nakon nekoliko godina u Berlinu, do kraja života živio je i djelovao u Francuskoj. 
U brojnim filozofskim spisima Berdjajev je zaokupljen temom osobe, slobode i objektivacije. Po njemu je glavno obilježje kršćanskoga religioznog iskustva osoba, sloboda i ljubav. Pad je duhovni i kozmički događaj, pripada praiskonu i trajan je. Sloboda je iracionalna i iskonska, izvor je čovjekova stvaralaštva, punine i tragedije. Povijesno kršćanstvo suprotstavilo je Boga čovjeku, moderna misao čovjeka Bogu. Budućnost kršćanstva vidi u bogočovječanskom jedinstvu u Duhu. 

## Smisao povijesti
U ovom značajnom djelu, koje ga je učinilo slavnim na Zapadu, Berdjajev propituje bit, izvor, razloge, značenje i ciljeve povijesne drame. Knjiga Smisao povijesti je istodobno vrhunska metafizika povijesti i vrlo pronicava analiza razvoja i krize zapadne kulture. Objavljena je na ruskom jeziku u Berlinu 1923. godine na temelju predavanja koja je Berdjajev držao na Slobodnoj akademiji duhovne kulture u Moskvi tijekom zime 1919. – 1920. Berdjajev je bio svjedokom katastrofa i trauma moderne povijesti, pa u ovoj knjizi razmatra tajnu koja se krije iza tih događaja, nastoji otkriti početak povijesti i raspoznati njezin smisao i konstitutivna načela. Pita se kako prevladati otuđenje čovjeka u povijesti, odnosno suprotstavljenost čovjeka i povijesti; u čemu je tajna neuspjeha velikih povijesnih epoha, kao i cijele povijesti;
krije li se iza toga neki dublji smisao i kako ga spoznati?
Na hrvatski je prevedeno nekoliko Berdjajevljevih djela, među inim: esej "Duh i Realnost",  "Smisao povijesti" koju je u prijevodu Zorana Vukmana objavio Verbum (2005.), "Istina i laž komunizma" iz 1934. u izdanju Minerve, "Komunizam i kršćani" (1937.), "Novo srednjovjekovje : razmišljanje o sudbini Rusije i Europe", Ja i svijet objekata", "Ruska ideja" i duhovna autobiografija "Samospoznaja".

## Djela
Glavna djela: 
- "Filozofija slobode" (1911)
- „Smisao stvaralaštva 1 i 2 " (1916)
- "Duhovni temelj ruske revolucije (Zbornik radova)" (1917-1918)
- "Smisao povijesti" (1923)
- "Naziranje Dostojevskog na svijet" (1923)
- "Filozofija nejednakosti.  (1918, ed. 1923)
- "Novo srednjovjekovlje: Razmišljanja o sudbini Rusije i Europe" (1924)
- "Konstantin Leontiev. Skica za povijest ruske vjerske misli " (1926)
- "Sudbina čovjeka u suvremenom svijetu  : za razumijevanje naše epohe " (1931)
- "Ja i svijet objekata : pet razmišljanja o postojanju : ogled filozofije samoće, društva i zajednice" (1934)
- "Duh i realnost : temelji bogočovječje duhovnosti " (1935)
- "Korijeni ruskog komunizma" (1938)
- "Ropstvo i sloboda (Iskustvo personalistic filozofija)" (1939)
- "Samospoznaja : filozofska autobiografija" (1940 )
- "Kreativnost i objektivizacija (Rasprava eshatološke metafizike) " (1941 )
- " Egzistencijalna dijalektika božanskog i ljudskog" (1944-1945,)
- "Ruska ideja (Glavni problemi ruske misli XIX stoljeća i početkom XX. stoljeća)" (1946)
- "Carstvo Duha i carstvo Cezara" (1947)
- "Istina i objava. Prolegomena za kritiku otkrivenja " (1946-1947)

## Prevedena djela na hrvatskom i srpskom jeziku
- Samospoznaja : filozofska autobiografija
- Ruska ideja : osnovni problemi ruske misli XIX. i početka XX. stoljeća)
- Smisao povijesti
- Sudbina čovjeka u suvremenom svijetu : za razumijevanje naše epohe
- O savršenstvu hrišćanstva i nesavršenstvu hrišćana
- O čovekovom ropstvu i slobodi : ogled o personalističkoj filosofiji
- Novo srednjovjekovje : razmišljanje o sudbini Rusije i Evrope
- Ja i svijet objekata : pet razmišljanja o postojanju : ogled filozofije samoće, društva i zajednice
- Naziranje Dostojevskog na svijet
- Filozofija nejednakosti
- Duh i realnost : temelji bogočovječje duhovnosti
- Antikrist u Hramu
- Carstvo Duha i carstvo Ćesara
- Savremena kriza kulture
- Desna Evropa
- Čovek i svetost
- Smisao stvaralaštva 1 i 2
- Nova religijska svest i društvena realnost
- Egzistencijalna dijalektika božanskog i ljudskog
- Tragedija i svakodnevica
- Hrišćanstvo i klasna borba
- Duh i sloboda
- Duh Dostojevskog
- O čovekovom pozvanju
- Opit eshatološke metafizike
- O čovekovom ropstvu i slobodi
- Nova religijska svest i društvena stvarnost
- Duhovna kriza inteligencije, Beograd: BRIMO
- Ja i svet objekata ; Duh i realnost
- Aleksej Homjakov ; Fjodor Dostojevski ; Konstantin Leontjev
- Čovek i mašina
- O samoubistvu
- Istina i laž komunizma
- Komunizam i kršćani
- Jakob Beme
- Filozofija slobodnog duha

## Vanjske poveznice
- E-knjige N. Berdjajeva na ruskom jeziku
- [neaktivna poveznica]